# Rana erythraea
Rana erythraea é uma espécie de anfíbio da família Ranidae.
Pode ser encontrada nos seguintes países: Brunei, Camboja, Indonésia, Laos, Malásia, Myanmar, Filipinas, Singapura, Tailândia e Vietname.
Os seus habitats naturais são: florestas subtropicais ou tropicais húmidas de baixa altitude, regiões subtropicais ou tropicais húmidas de alta altitude, lagos de água doce, lagos intermitentes de água doce, marismas de água doce, marismas intermitentes de água doce, jardins rurais, florestas secundárias altamente degradadas, terras irrigadas, áreas agrícolas temporariamente alagadas e vegetação introduzida.